# Полтава (лінійний корабель 1754)
«Полта́ва» — 66-гарматний вітрильний лінійний корабель російського імперського флоту 3 рангу типу «Слава Росії». Другий корабель з ім'ям «Полтава» цього типу — перший був спущений на воду в 1743 році.

## Загальні відомості про проект
«Полтава» — представник найбільшої серії великих кораблів Російського імперського флоту. Кораблі типу «Слава Росії» будувалися в Санкт-Петербурзі і Архангельську в 1733—1774 роках. Всього було побудовано 58 кораблів даного типу. Вони брали участь у всіх плаваннях і бойових діях флоту в період з 1734 по 1790 рік. Проект вважається дуже вдалим. Кораблі двухдечної конструкції були озброєні 66 гарматами калібру від 6 до 24 фунтів, мали високі морехідні якості, хорошу остійність і маневреність, при свіжому вітрі розвивали швидкість до 8 вузлів. Корабель мав два збройних дека. Озброєння корабля складали з 66 гармат калібру від 6 до 24 фунтів.

## Історія корабля
«Полтава» був закладений 15 квітня 1753 року на Соломбольській верфі в Архангельську Корабельним майстром був призначений І. В. Ямес. Спущений на воду 26 квітня 1754 року. У червні — жовтні 1754 здійснив перехід з Архангельська в Кронштадт.
Брав участь у Семирічній війні. 31 травня 1757 року в складі ескадри адмірала Захара Даниловича Мішукова виходив з Кронштадту для блокади Пруссії. З 16 червня по 3 липня здійснював крейсерство в районі Мемеля, звідки 4 липня перейшов на рейд Данцигу, де приєднався до флоту. З 8 серпня по 4 вересня на чолі ескадри адмірала Мятлева знову виходив у крейсерство до берегів Пруссії.
В 1758 році крейсерував у Балтійському морі з 2 липня, 9 липня — 28 серпня у складі російсько-шведського флоту блокував протоку Зундську протоку з метою не допустити англійський флот в Балтійське море.
В липні — серпні 1759 року з ескадрою здійснював доставку військ війська з Кронштадту до Данцигу.
15 липня 1760 у складі флоту брав участь у блокаді з моря фортеці Кольберг. 19 липня здійснював висадку десанту біля міста Рюгенвальде. В серпні знову брав участь в блокаді Кольберга.
У 1762 році здійснював практичне плавання в Фінській затоці. 3 липня брав участь у показовій морській битві в затоці Рогервік, за якою з берега спостерігала імператриця Катерина II.
Більше в море не виходив, стояв у Кронштадтській гавані. 30 квітня 1770 дав тіч, накренився на лівий борт і ліг на ґрунт. Згодом був розібраний.
Список командирів корабля
| Період командування | Командир корабля     |
| ------------------- | -------------------- |
| 1754                | М. де Реснер (Резен) |
| 1755—1756           | Т. Макензі           |
| 1757—1758           | І. М. Селіванов      |
| 1758                | А. М. Сенявін        |
| 1759                | А. В. Єлманов        |
| 1760—1761           | М. А. Борисов        |
| 1762                | Є. М. Ірецький       |
| 1763                | Л. В. Култашев       |
| 1764                | Ф. Косливцев         |